# جیم هریسون
جیم هریسون (انگلیسی: Jim Harrison؛ ۱۱ دسامبر ۱۹۳۷ – ۲۶ مارس ۲۰۱۶) شاعر، رمان‌نویس و مقاله‌نویس اهل ایالات متحده آمریکا بود. شهرت وی بیشتر به خاطر رمان افسانه‌های خزان است که در سال ۱۹۷۹ منتشر شد.
آثار وی عمدتاً با نوشته‌های ویلیام فاکنر و ارنست همینگوی مقایسه می‌شود.
وی همچنین برنده جوایزی همچون کمک‌هزینه گوگنهایم شده است.

## زندگی‌نامه
جیم هریسون در گریلینگ، میشیگان متولد شد. در دوران کودکی طی یک حادثه، بینایی یک چشمش را از دست داد. در سال ۱۹۵۶ از هسلت دبیرستان هسلت میشیگان فارغ‌التحصیل شد و هنگامی که ۲۱ ساله بود پدرش و خواهر، در تصادف خودرو کشته شدند. در سال ۱۹۵۹ با لیندا کینگ ازدواج کرد و از این ازدواج صاحب دو دختر شد.

جیم هریسون در دانشگاه ایالتی میشیگان تحصیل کرد و در آنجا موفق به دریافت مدرک کارشناسی (۱۹۶۰) و کارشناسی ارشد (۱۹۶۴) در رشته ادبیات تطبیقی شد. پس از آن‌که مدتی را به عنوان دستیار استاد زبان انگلیسی در دانشگاه استونی بروک (۱۹۶۵–۶۶) تدریس کرد، به صورت تمام وقت به کار نویسندگی پرداخت. هریسون در طول زمان فعالیت هنری خویش جوایزی از جمله کمک مالی آکادمی ملی هنر (سال ۱۹۶۷ ۱۹۶۸ و ۱۹۶۹)، کمک هزینه گوگنهایم (۱۹۶۹–۷۰) و انتخاب جهت آکادمی آمریکایی هنر و ادبیات را به دست آورد.
آثار وی در بسیاری از نشریات پیشرو از جمله نیویورکر، اسکیر، اسپورتس ایلوستراتد، رولینگ استون، پلی‌بوی، و نقد کتاب نیویورک تایمز منتشر شد. از او چندین رمان منتشر شده است که از میان آنها دو داستان داستمایه ساختن فیلم شده‌اند: انتقام (۱۹۹۰) و افسانه‌های خزان (۱۹۹۴).

جیم هریسون در ۲۶ مارس ۲۰۱۶ در اثر حمله قلبی درگذشت.

### داستانی
- گرگ: خاطرات دروغین (۱۹۷۱)
- یک روز خوب برای مردن (۱۹۷۳)
- کشاورز (۱۹۷۶)
- افسانه‌های خزان (سه رمان کوتاه) (۱۹۷۹)
- غول پیکر (۱۹۸۱)
- خورشید کاذب: داستان یک مباشر آمریکایی، رابرت کروس استرانگ (۱۹۸۴)
- دالوا (۱۹۸۸)
- زن روشن شده توسط کرم شب تاب (سه رمان کوتاه) (۱۹۹۰)
- یولیپ (سه رمان کوتاه) (۱۹۹۴)
- راه خانه (۱۹۹۸)
- شمال حقیقی (۲۰۰۴)
- تابستان او نمرد (سه رمان کوتاه) (۲۰۰۵)
- بازگشت به زمین (۲۰۰۷)
- دختر کشاورز (سه رمان کوتاه) (۲۰۰۹)
- رهبر بزرگ (۲۰۱۱)
- شناگر رودخانه (دو رمان) (۲۰۱۳)
- سگ قهوه‌ای (۲۰۱۳)
- هفت بزرگ (۲۰۱۵)
- خنیاگر باستان (۲۰۱۶)

### غیرداستانی
- درست قبل از تاریکی (۱۹۹۱)
- خام و پخته (۱۹۹۲)
- خام و پخته: ماجراهای یک شکم پرست آواره (۲۰۰۱)
- به سوی: خاطرات (۲۰۰۲)